# Cuimbo
Cuimbo är en ort i Mexiko.   Den ligger i kommunen La Huacana och delstaten Michoacán de Ocampo, i den södra delen av landet, 270 km väster om huvudstaden Mexico City. Cuimbo ligger 571 meter över havet och antalet invånare är 297.
Terrängen runt Cuimbo är huvudsakligen kuperad, men österut är den bergig. Runt Cuimbo är det glesbefolkat, med 16 invånare per kvadratkilometer. Närmaste större samhälle är La Huacana, 18,7 km nordväst om Cuimbo. Trakten runt Cuimbo består till största delen av jordbruksmark.